# Remy Reijnierse
Remy Reijnierse (Rhenen, 18 juni 1961) is een Nederlands oud-voetballer en huidig voetbaltrainer.

## Spelerscarrière
Reijnierse begon zijn carrière als betaald voetballer bij Eindhoven. Daar debuteerde hij als 18-jarige op 28 oktober 1979 in het eerste elftal in een met 0-3 verloren thuiswedstrijd tegen SC Cambuur. Voor de Eindhovenaren speelde hij vijf seizoenen in de Eerste divisie. Hij kwam 124 wedstrijden in actie voor de club en was vijftien maal trefzeker. In maart 1984 vertrok hij op huurbasis naar FC VVV dat hem al snel overnam. Die overstap bleek bijzonder succesvol. Reijnierse ontwikkelde zich tot een dominante, spelbepalende middenvelder. In zijn eerste Venlose jaar werd hij uitgeroepen tot Nederlands voetballer van het jaar uit de Eerste Divisie en hij promoveerde met zijn club in seizoen 1984/85 middels de tweede plaats naar de Eredivisie. In die promotie had Reijnierse een doorslaggevende rol: in de laatste competitiewedstrijd tegen uitgerekend zijn oude club Eindhoven benutte hij diep in blessuretijd een strafschop waardoor VVV met 2-1 won. In seizoen seizoen 1988/89 degradeerde hij met VVV weer naar de Eerste divisie en speelde daarna nog één seizoen in Limburg. In totaal kwam hij 188 duels in actie voor de club en scoorde daarin 29 keer.

## Clubstatistieken
| Seizoen         | Club            | Competitie      | Competitie | Competitie | Beker | Beker | Overige | Overige | Totaal | Totaal |
| Seizoen         | Club            | Competitie      | Wed.       | Dlp.       | Wed.  | Dlp.  | Wed.    | Dlp.    | Wed.   | Dlp.   |
| --------------- | --------------- | --------------- | ---------- | ---------- | ----- | ----- | ------- | ------- | ------ | ------ |
| 1979/80         | Eindhoven       | Eerste divisie  | 23         | 0          | 0     | 0     | —       | —       | 23     | 0      |
| 1980/81         | Eindhoven       | Eerste divisie  | 36         | 7          | 1     | 0     | —       | —       | 37     | 7      |
| 1981/82         | Eindhoven       | Eerste divisie  | 33         | 3          | 1     | 0     | —       | —       | 34     | 3      |
| 1982/83         | Eindhoven       | Eerste divisie  | 17         | 3          | 1     | 0     | —       | —       | 18     | 3      |
| 1983/84         | Eindhoven       | Eerste divisie  | 15         | 2          | 1     | 0     | —       | —       | 16     | 2      |
| 1983/84         | → FC VVV        | Eerste divisie  | 11         | 3          | 0     | 0     | 6       | 2       | 17     | 5      |
| 1984/85         | VVV             | Eerste divisie  | 33         | 11         | 2     | 0     | —       | —       | 35     | 11     |
| 1985/86         | VVV             | Eredivisie      | 29         | 3          | 1     | 0     | —       | —       | 30     | 3      |
| 1986/87         | VVV             | Eredivisie      | 33         | 5          | 3     | 3     | 6       | 0       | 42     | 8      |
| 1987/88         | VVV             | Eredivisie      | 34         | 5          | 5     | 1     | 6       | 0       | 45     | 6      |
| 1988/89         | VVV             | Eredivisie      | 32         | 2          | 2     | 0     | —       | —       | 34     | 2      |
| 1989/90         | VVV             | Eerste divisie  | 16         | 0          | 2     | 0     | —       | —       | 18     | 0      |
| Carrière totaal | Carrière totaal | Carrière totaal | 312        | 44         | 19    | 4     | 18      | 2       | 349    | 50     |

## Trainerscarrière
In 1990 beëindigde Reijnierse zijn spelersloopbaan en werd hoofd opleidingen bij VVV. In 1994 volgde hij Frans Körver na diens ontslag op als trainer van het eerste elftal. In 1998 werd hij hoofd opleidingen bij PSV, waar hij tot 2001 werkzaam was.
In 2001 trad Reijnierse in dienst van de KNVB als docent. In 2004 werd hij aangesteld als interim-bondscoach van het Nederlands vrouwenelftal, na het vertrek van Frans de Kat. Hij gaf vier duels leiding aan het elftal, die alle vier verloren werden. In die duels liet hij spelers als Anouk Hoogendijk en Petra Hogewoning debuteren. Daarna werd Vera Pauw aangesteld. Nadien was Reijnierse voor de bond werkzaam als trainer, onder andere als assistent van Foppe de Haan bij het succesvolle Jong Oranje dat in 2006 en 2007 Europees kampioen werd.
In 2016 werd Reijnierse onder Jos Luhukay, zijn voormalig ploeggenoot bij VVV, benoemd als assistent-trainer bij VfB Stuttgart. Luhukay nam hem in 2018 ook mee als assistent naar Sheffield Wednesday. Begin 2020 werd bekend dat Reijnierse aan de slag ging als assistent-trainer van Malmö FF in Zweden. In juni 2022 werd hij bij Blackburn Rovers benoemd tot assistent van Jon Dahl Tomasson met wie hij ook al samenwerkte bij Malmö FF.